# 難兄難弟 (亞視電視劇)
《難兄難弟》（英語：The Real Pals）是香港亞洲電視製作的劇集，于1990年3月首播，由袁仁康監製。
此劇是良嗚生前最後一部電視劇。

## 劇情大綱
官迪生（陳輝虹飾）與胡志明（劉錫賢飾）由小到大的沙煲兄弟，迪生個性醒目，主意多多，而志明則生性內向，常受迪生影响。
至於他們的父親官安（秦沛飾）及胡敬熹（劉丹飾），也是自小相識，卻因性格相異，是對水火不容的鬥氣冤家，更由於兩人年青時同時愛上上官玲（歐陽佩珊飾），敬熹後來娶了上官玲，令到官安更有如火上加油，敵對關係更為顯著。敬熹與上官玲後來雖離婚，恰巧兩人又同在一家公司工作，天
天相見，日日鬥氣，簡直是一對歡喜冤家。
迪生與志明中學畢業後，進入社會工作，巧遇自外國返港的上官玲，玲與志明母子相識不相知，母子未能相認。
迪生與志明自創事業失敗後，加入父親的公司工作，面對公司內一千人等的爾虞我詐，兩對父子合力對付奸詐上司，爭取正義。
另外，官安與敬熹重逢上官玲，兩人為討好所愛，各出奇謀；迪生與志明亦各有所愛，勇闖情關，笑料豐富。

## 演員表
| 演員     | 角色     | 暱稱／關係                         | 人物介紹                                                                 |
| 劉 丹    | 胡敬熹   | 警察 上官玲之丈夫 胡志明之父       | 性情暴躁，極愛面子；雖與上官玲離婚，但是對她仍專情一片，對兒子嚴加管教。 |
| 歐陽佩珊 | 上官玲   | 胡敬熹之妻 胡志明之母              | 獨立、決斷，有女強人的本質，外剛內柔；自美返港，千方百計與兒子重聚。     |
| 秦 沛    | 官安     | 官迪生之父                         | 內向、重感情，做人拖泥帶水兼婆媽，奴性很重，與胡敬熹自小是對鬥嘴冤家。   |
| 劉錫賢   | 胡志明   | 胡敬熹與上官玲之子 Anna之丈夫      | 內向、自卑、純良、做事猶疑，常受迪生影響，對父親敬畏三分。               |
| 陳輝虹   | 官迪生   | 官安之子                           | 醒目、貪玩、玩世不恭，喜走捷徑，是個享樂主義者，與胡志明是對沙煲兄弟。   |
| 苑瓊丹   | 譚自強   | 譚何容易之女                       | 單純、率直、樂觀爽朗，富正義感，做事有原則，更喜歡助人。                 |
| 施 明    | 譚何容易 | 譚自強之母 喜歡胡敬熹 美味屋老闆娘 | 典型小女人，熱情細心，善良爽朗，愛打理家務。                             |
| 姜皓文   | 李連杰   |                                    | 性格不夠堅強，易受人影響；為人又奸詐兼花心，常欺騙譚自強的金錢。         |
| 趙靜儀   | Anna     | 胡志明之妻                         |                                                                          |
| 潘先儀   | Becky    | 官迪生與胡志明之同事               | 現代女強人，已離婚，攻於心計，利用迪生為她賣命，背後與何大榮串通。       |

## 電視節目變遷
| 香港亞洲電視本港台 星期一至五    | 香港亞洲電視本港台 星期一至五     | 香港亞洲電視本港台 星期一至五 |
| -------------------------------- | --------------------------------- | ----------------------------- |
|                                  | （1990.3.5 - 1990.3.30）          |                               |
| 街市忍者 （1990.2.5 - 1990.3.2） | 赤子雄風 （1990.4.2 - 1990.4.27） |                               |